# Hoffmann & Hoffmann
Hoffmann & Hoffmann var en tysk duo, som bestod af brødrene Michael Hoffmann (født 3. december 1950) og Günter Hoffmann (født 4. oktober 1951 – død 15. marts 1984). Günther begik i 1984 selvmord, blot 10 måneder efter han og hans bror repræsenterede Tyskland ved Eurovision Song Contest 1983 med sangen "Rücksicht". 
| Efterfulgte: Nicole med Ein bißchen Frieden | Tyskland i Eurovision Song Contest 1983 | Efterfulgtes af: Mary Roos med Aufrecht geh'n |